# Haruka Terui
Haruka Terui (照井 春佳 Terui Haruka?) es una seiyū japonesa, afiliada con Aoni Production.

## Filmografía
| Anime       | Anime                                                                | Anime                                      |
| Año         | Título                                                               | Papel                                      |
| ----------- | -------------------------------------------------------------------- | ------------------------------------------ |
| 2012        | Gakkatsu!                                                            | Inaba, Kimoto                              |
| 2013        | Aikatsu!                                                             | Yū Hattori                                 |
| 2013        | Fantasista Doll                                                      | Ámsterdam; Champa                          |
| 2013        | Kyōsōgiga                                                            | Niño; Miembro de Four Devas; Chica Escolar |
| 2014        | Ao Haru Ride                                                         | Chica Escolar, Cliente Femenino            |
| 2014        | Mikakunin de Shinkōkei                                               | Kobeni Yonomori                            |
| 2014        | Haikyū!!                                                             | Yūko                                       |
| 2014        | Yuuki Yuuna wa Yuusha de Aru                                         | Yūna Yūki                                  |
| 2015        | Chaos Dragon                                                         | Meryll                                     |
| 2015        | Idolmaster Cinderella Girls 2nd Season                               | Momoka Sakurai                             |
| 2016        | Hai to Gensou no Grimgar                                             | Shihoru                                    |
| 2016        | Brave Witches                                                        | Georgette Lemari                           |
| 2017        | Cinderella Girls Gekijou                                             | Momoka Sakurai                             |
| 2017        | Yuuki Yuuna wa Yuusha de Aru: Yuusha no Shou                         | Yūna Yūki                                  |
| 2022        | The Idolmaster Cinderella Girls U149                                 | Momoka Sakurai                             |
| OVA         |                                                                      |                                            |
| Año         | Título                                                               | Papel                                      |
| 2011        | Dragon Ball: El Episodio de Bardock                                  | Aldeano                                    |
| 2011        | Senjō no Valkyria 3: Taga Tame no Jūsō                               | Clarissa Callaghan                         |
| 2012        | A Channel + Smile                                                    | Amiga B                                    |
| 2014        | Hoihoi-San Legacy                                                    | Mayu Dōmeki                                |
| 2014        | Mikakunin de Shinkoukei: Kamoniku tte Midori-ppoi Aji ga Suru no ne. | Kobeni Yonomori                            |
| ONA         |                                                                      |                                            |
| Año         | Título                                                               | Papel                                      |
| 2013        | Kyōsōgiga Dainidan                                                   | Un niño, Miembro de Four Devas             |
| 2015        | Sailor Moon Crystal                                                  | Miembro del Club; Chica                    |
| Películas   |                                                                      |                                            |
| Año         | Título                                                               | Papel                                      |
| 2014        | Tamako Market                                                        | Miembro del Club de 2.º Año                |
| Videojuegos |                                                                      |                                            |
| Año         | Título                                                               | Papel                                      |
| 2011        | Valkyria Chronicles III                                              | Gisele Fleming, Clarissa Callaghan         |
| 2015        | The Idolmaster Cinderella Girls                                      | Momoka Sakurai                             |
| 2019        | Lilycle Rainbow Stage                                                | Saeka Takatsuki                            |
| 2023        | Atelier Ryza 3: Alchemist of the End & the Secret Key                | Lila Decyrus                               |
| 2024        | Touhou Gensou Eclipse                                                | Kaguya Houraisan                           |